# Александар Трифуновић (новинар)
Александар Трифуновић (7. децембра 1971, Теслић, тада СФР Југославија) је новинар из Републике Српске.
Трифуновић је предсједник НВО Центар за информативну деконтаминацију младих у Бањој Луци, која је покренула пројекат Бука у склопу ког се налази веб портал, штампани часопис и телевизијски ток-шоу. Трифуновић је од септембра 2000. године главни и одговорни уредник пројекта Бука, а појављује се и као домаћин телевизијског ток-шоуа.
Осим новинарских активности, Трифуновић је активно укључен у рад невладиних организација у Републици Српској, тако да се често појављује као предавач и модератор на семинарима и јавним расправама које покрећу међународне невладине организације.
Студирао је право на Универзитету у Бањој Луци. Члан је Менсе Босне и Херцеговине. Бави се фотографијом.